# Slàvne
Slàvne (en (ucraïnès): Славне, rus: Славное, Slàvnoie) és un poble de la República Autònoma de Crimea, a Ucraïna, que el 2014 tenia 914 habitants. Pertany al districte rural de Rozdólne.